# 19-去甲孕烷
19-去甲孕烷（英語：19-Norpregnane）也被称为13β-甲基-17β-乙基甾烷（13β-methyl-17β-ethylgonane），是一种甾体母核，是孕烷19-位去甲基的衍生物，是多种黄体制剂的母核结构。